# Enrico Corradini
Enrico Corradini (né le 20 juillet 1865 à San Miniatello, lieu-dit de la commune de Montelupo Fiorentino, dans la province de Florence, en Toscane et mort à Rome le 10 décembre 1931) est un écrivain et un homme politique italien, membre actif du nationalisme italien. Il est sénateur du royaume d'Italie pendant la  XXVIe législature.

## Biographie
Il dirige au début du siècle la revue littéraire Il Marzocco fondée en 1896 par le Florentin Angiolo Orvieto. Enrico Corradini fonde en 1903 avec Giovanni Papini, Vilfredo Pareto et Giuseppe Prezzolini la revue Il Regno. En 1910, il contribue à créer l' Associazione Nazionalista Italiana. En 1911, il soutient la campagne en faveur de la  guerre italo-turque par deux essais politiques (« Il volere d'Italia » et « L'ora di Tripoli » ) et  avec la collaboration d'Alfredo Rocco et de Luigi Federzoni, il publie l'hebdomadaire L'Idea Nazionale, qui reprend ses théories bellicistes.
Favorable à une politique étrangère impérialiste, colonialiste et expansionniste, en 1914 l' Idea Nazionale devient un quotidien grâce au financement des militaires et des sociétés d'armement. Il élabore une théorie nationaliste nourrie de populisme et de corporatisme, il est de toute évidence un interventionniste lors de la Première Guerre mondiale, d'abord en faveur de la Triplice, puis il soutient la Triple-Entente, menant de violentes campagnes contre les neutralistes et en particulier contre Giovanni Giolitti.
Il adhère au Parti national fasciste. Il se tient à distance des actions les plus controversées du fascisme, même quand il est nommé par Benito Mussolini sénateur, puis ministre en 1928. Parmi les romans écrits par Corradini, La patria lontana (1910) et La guerra lontana (1911) rencontrent un large succès.

## La pensée politique
Corradini voit une Europe où, sous les deux ploutocraties anglaises et françaises, il y a les nations prolétaires. L'Italie et l'Allemagne, selon lui, ne peuvent plus accepter d'être des puissances de seconde zone. Il pense que l'Italie doit avoir sa politique coloniale, les pays pauvres doivent chercher, par l'intermédiaire de l'impérialisme, une « place au soleil », et l'Italie est une puissance pauvre, mais elle ne doit se laisser marcher dessus par les nations ploutocratiques.
Il considère le nationalisme comme la transposition internationale du socialisme, où il doit y avoir une  sorte de lutte des classes entre  nations prolétaires et  nations ploutocrates : « Le socialisme est notre maître mais notre ennemi » adversaire parce que pacifiste, maître parce ce qu'il apprend à utiliser l'instrument de lutte de classes dans une dimension internationale. Le pacifisme est destiné uniquement à maintenir le statu quo en Europe, en réponse, il faut exalter la lutte de classe internationale. La nation doit être cohésive et non-individualiste, le bon citoyen doit être prêt à se sacrifier pour la patrie.
Corradini envisage une conception  matériellement prolétaire, mais spirituellement aristocratique : pour prouver sa grandeur spirituelle, l'Italie doit être guidée par les meilleurs hommes et non au travers d'un processus démocratique. La gestion des affaires publiques doit être confiée à l'aristocratie : il n'est pas vrai que nous sommes tous égaux, par conséquent les fondements de la démocratie n'ont plus de sens. Faire partie de la nature humaine, lutter les uns contre les autres, vouloir submerger son adversaire est un instinct naturel, l'instinct belliqueux doit être exporté pour le bien national.

## Source de la traduction
- (it) Cet article est partiellement ou en totalité issu de l’article de Wikipédia en italien intitulé « Enrico Corradini » (voir la liste des auteurs).